# 6-Stunden-Rennen von Dijon 1979

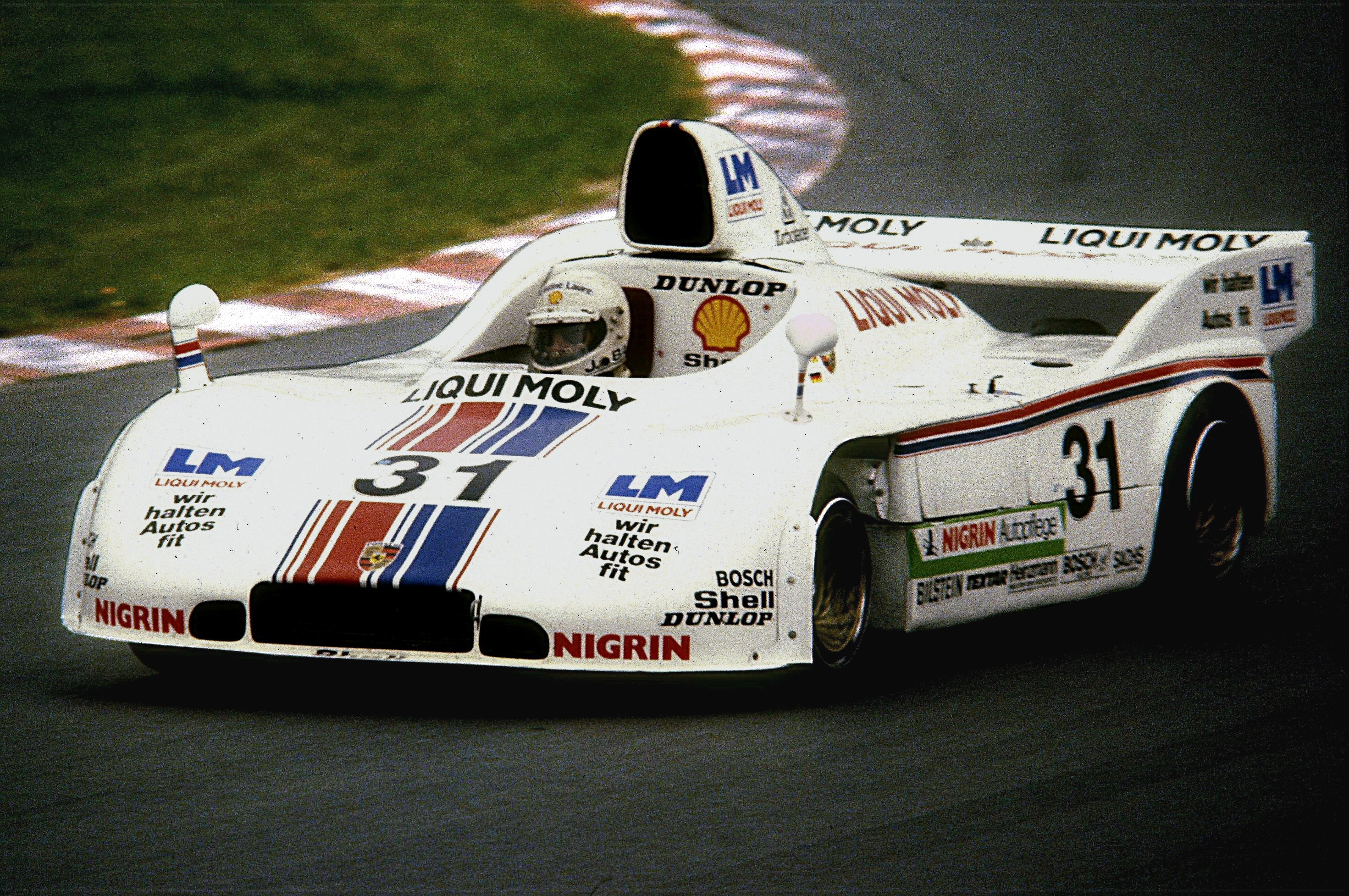
Joest Racing-Porsche 908/3 Turbo

Das 6-Stunden-Rennen von Dijon 1979, auch Dijon 6 Hours, fand am 22. April auf dem Circuit de Dijon-Prenois statt. Das Rennen war der fünfte Wertungslauf der Sportwagen-Weltmeisterschaft dieses Jahres.

## Das Rennen
Der zweite Marken-Weltmeisterschaftsrennen brachte bei der Teilnehmerzahl gegenüber der Veranstaltung in Mugello nur unwesentliche Verbesserungen. In Dijon war zwar ein Sportwagen in der Klasse über 2 Liter Hubraum gemeldet, dieses Fahrzeug eliminierte aber den letzten Rest an Rennspannung. Der von Joest Racing eingesetzte Porsche 908/3 Turbo war der Porsche-935-Konkurrenz in allen Belangen überlegen. Schon war der Abstand eklatant. Die Pole-Position-Zeit von Reinhold Joest war mit 1:17,770 Minuten um fast drei Sekunden kürzer als die beste Zeit des zweitplatzierten Porsche 935 von Manfred Schurti, John Fitzpatrick und Bob Wollek. Am Rennende hatte Joest mit den Teamkollegen Volkert Merl und Mario Ketterer vier Runden Vorsprung auf den bestplatzierten Porsche 935.

## Ergebnisse

### Schlussklassement
| 1               | S + 2.0 | 31 | LM Joest Racing              | Reinhold Joest Volkert Merl Mario Ketterer               | Porsche 908/3 Turbo | 255 |
| 2               | Gr. 5   | 1  | Gelo Racing                  | Jacky Ickx Bob Wollek Manfred Schurti                    | Porsche 935/77A     | 251 |
| 3               | Gr. 5   | 5  | Sekurit Racing Team          | Dieter Schornstein Edgar Dören                           | Porsche 935/77A     | 239 |
| 4               | Gr. 5   | 4  | Claude Haldi                 | Claude Haldi Herbert Loewe                               | Porsche 935         | 235 |
| 5               | Gr. 5   | 8  | Paul Mahlke                  | Peter Hähnlein Franz Gschwender Klaus Böhm               | Porsche 935         | 232 |
| 6               | S 2.0   | 44 | Charles Graemiger            | Mario Luini Philippe Roux Philippe Jeanneret             | Cheetah G501        | 231 |
| 7               | GT      | 48 | Formel Rennsport Club Zurich | Peter Zbinden Edi Kofel                                  | Porsche 934         | 226 |
| 8               | Gr. 5   | 11 | ASA Cachia                   | Jean-Louis Lafosse Michel Leclère                        | Porsche 935         | 224 |
| 9               | S 2.0   | 35 | Racing Organisation Course   | Alain Dechelette Charles Dechelette                      | Chevron B36         | 223 |
| 10              | GT      | 46 | Ecurie Biennoise             | Enzo Calderari Willi Spavetti Athos Severi               | Porsche Carrera RSR | 222 |
| 11              | GT      | 51 | Angelo Pallavicini           | Marco Vanoli Angelo Pallavicini                          | Porsche 934         | 220 |
| 12              | Gr. 5   | 9  | Erich Schiebler              | Erich Schiebler Dieter Schmid                            | Porsche 935         | 215 |
| 13              | Gr. 5   | 10 | Gelo Racing Team             | Manfred Schurti John Fitzpatrick Bob Wollek              | Porsche 935/77A     | 215 |
| 14              | GT      | 50 | Kenneth Leim                 | Kenneth Leim Kurt Simonsen                               | Porsche 934         | 213 |
| 15              | GT      | 55 | Jacques Guérin               | Jacques Guérin Gérard Bleynie Jean-Louis Schlesser       | Porsche 911SC       | 209 |
| 16              | GT      | 49 | Thierry Perrier              | Thierry Perrier Roger Carmillet                          | Porsche 934         | 199 |
| 17              | S 2.0   | 39 | Jean-Marie Lemerle           | Jean-Marie Lemerle Alain Levié Pierre-François Rousselot | Lola T296           | 195 |
| Nicht klassiert |         |    |                              |                                                          |                     |     |
| 18              | S 2.0   | 37 | Lambretta SAFD               | Renaud Laverre Jean-Pierre Danet                         | Lola T296           | 171 |
| Disqualifiziert |         |    |                              |                                                          |                     |     |
| 19              | S 2.0   | 36 | Société ROC                  | François Sérvanin Laurent Ferrier                        | Chevron B36         | 169 |
| Ausgefallen     |         |    |                              |                                                          |                     |     |
| 20              | Gr. 5   | 21 | Geeraerts Berenger           | Jacques Berenger Charles Geeraerts                       | BMW 320i            | 168 |
| 21              | S 2.0   | 33 | Bruno Sotty                  | Bruno Sotty Gérard Cuynet Marc Frischknecht              | Lola T294/6         | 136 |
| 22              | Gr. 5   | 23 | Giuseppe Piazzi              | Giuseppe Piazzi Sandro Cinotti Stanislao Sterzel         | Fiat X1/9           | 133 |
| 23              | S 2.0   | 42 | Daniel Brillat               | Daniel Brillat Jean-Pierre Aeschlimann                   | Cheetah G601        | 129 |
| 24              | S 2.0   | 34 | Racing Organisation Course   | Bernard Verdier Noël del Bello                           | Chevron B36         | 100 |
| 25              | Gr. 5   | 22 | Morfe Racing with Polaroof   | Richard Jenvey David Mercer Mike Chittenden              | Lotus Esprit S1     | 24  |
| 26              | GT      | 57 | Kores Racing                 | Roland Ennequin Georges Bourdillat                       | Porsche 934         | 20  |
| 27              | S 2.0   | 38 | Lambretta SAFD               | Max Cohen-Olivar Michel Elkoubi Patrick Perrier          | Lola T298           | 1   |
| Nicht gestartet |         |    |                              |                                                          |                     |     |
| 28              | GT      | 53 | Ecurie 13 Etoiles            | Antoine Salamin Herbert Loewe Philippe Collet            | Porsche 930         | 1   |

1 Illegaler Tank

### Nur in der Meldeliste
Hier finden sich Teams, Fahrer und Fahrzeuge, die ursprünglich für das Rennen gemeldet waren, aber aus den unterschiedlichsten Gründen daran nicht teilnahmen.
| Pos. | Klasse | Nr. | Team            | Fahrer                        | Chassis     |
| ---- | ------ | --- | --------------- | ----------------------------- | ----------- |
| 29   | GT     | 47  | Christian Bussi | Bernard Salam Christian Bussi | Porsche 934 |

### Klassensieger
| Klasse  | Fahrer         | Fahrer        | Fahrer             | Fahrzeug            | Platzierung im Gesamtklassement |
| ------- | -------------- | ------------- | ------------------ | ------------------- | ------------------------------- |
| S + 2.0 | Reinhold Joest | Volkert Merl  | Mario Ketterer     | Porsche 908/3 Turbo | Gesamtsieg                      |
| S 2.0   | Mario Luini    | Philippe Roux | Philippe Jeanneret | Cheetah G501        | Rang 6                          |
| Gr. 5   | Jacky Ickx     | Bob Wollek    | Manfred Schurti    | Porsche 935/77A     | Rang 2                          |
| GT      | Peter Zbinden  | Edi Kofel     |                    | Porsche 934         | Rang 7                          |

### Renndaten
- Gemeldet: 29
- Gestartet: 27
- Gewertet: 17
- Rennklassen: 4
- Zuschauer: unbekannt
- Wetter am Renntag: kalt und trocken
- Streckenlänge: 3,800 km
- Fahrzeit des Siegerteams: 6:00:03,400 Stunden
- Gesamtrunden des Siegerteams: 255
- Gesamtdistanz des Siegerteams: 969,000 km
- Siegerschnitt: 161,475 km/h
- Pole Position: Reinhold Joest – Porsche 908/3 Turbo (#31) – 1:17,770 = 175,903 km/h
- Schnellste Rennrunde: Reinhold Joest – Porsche 908/3 Turbo (#31) – 1:18,600 = 174,046 km/h
- Rennserie: 5. Lauf zur Sportwagen-Weltmeisterschaft 1979